# بروكديل
بروكديل كانت مُستوطنة صغيرة في مقاطعة روش، في ولاية كانساس، الواقعة في الولايات المتحدة.

## التاريخ
أصدرَت بروكديل مكتب بريد في عام 1875. توقف المكتب في عام 1888.